# ЧВК «Вагнер»
Частная военная компания (ЧВК) «Ва́гнер» (другие названия: «Группа Вагнера», «Группа „Вагнер“») — российское негосударственное незаконное вооружённое формирование, созданное предпринимателем Евгением Пригожиным. В ряде стран имеет статус террористической организации.
С 2014 года ЧВК «Вагнер» действовала на территории Украины, а затем — на территориях Сирии и Африки. ЧВК имела на вооружении тяжёлую технику, артиллерию и военную авиацию.
ООН и Франция обвиняли наёмников ЧВК в изнасилованиях и грабежах в ЦАР. Европейский Союз и ряд других стран ввели против ЧВК санкции, обвинив группу в подрыве территориальной целостности и суверенитета Украины, дестабилизации ситуации в Сирии и Ливии, а также грубых нарушениях прав человека.
Формирование финансировалось из бюджета России. Действовало в координации с силовыми структурами России как параллельное или теневое вооружённое формирование, которое сложно привлечь к какой-либо ответственности. ЧВК «Вагнер» и её руководитель Пригожин сыграли значимую роль в войне России с Украиной. В мае 2023 года Пригожин заявил о захвате его наёмниками украинского города Бахмут. По оценкам Белого дома, к середине февраля 2023 года ЧВК потеряла убитыми и ранеными на Украине более 30 тысяч человек.
23—24 июня 2023 года ЧВК «Вагнер» во главе с Пригожиным предприняли попытку вооружённого мятежа в России. 23 августа 2023 года, через два месяца после мятежа, Пригожин и командир Дмитрий Уткин погибли в авиакатастрофе. В 2023 году, после смерти Пригожина, ЧВК «Вагнер» возглавил его сын Павел.

## История
Впервые о частной военной компании «Вагнер» в октябре 2015 года написало петербургское издание «Фонтанка.ру». По её данным, в 2013 году Вадим Гусев и Евгений Сидоров — российские менеджеры ЧВК Moran Security Group, специализировавшейся на защите торговых судов от пиратов, зарегистрировали в Гонконге ЧВК «Славянский корпус» и набрали по временному трудовому соглашению 267 сотрудников для «охраны месторождений и нефтепроводов» в Сирии. Вместо этого сотрудники «Славянского корпуса» оказались вынуждены принять участие в гражданской войне в этой стране. После боя с отрядами «Армии ислама» недалеко от города Эс-Сухне «Славянский корпус» возвратился в Россию, где его сотрудники, как и владельцы компании, были арестованы за наёмничество.
Одним из нанятых в «Славянский корпус» сотрудников был Дмитрий Уткин, служивший до 2013 года в формированиях СпН ГУ ГШ РФ и имевший на то время звание подполковника. После этого — в 2014 году — информация об Уткине стала поступать из Луганской Народной Республики. «Радио Свобода» заявила, что в одном контексте с Уткиным в то же время было впервые упомянуто название «Группа Вагнера», образованное от его позывного «Вагнер», выбранного Уткиным из-за его увлечения «эстетикой и идеологией Третьего Рейха» в честь немецкого композитора Рихарда Вагнера; из-за этого «вагнеровцев» нередко называют «музыкантами» или «оркестром». В августе 2017 года в консервативной турецкой газете Yeni Şafak («Новая заря») была напечатана статья, в которой обсуждалась возможность того, что Уткин является лишь номинальной фигурой, а в действительности эту организацию возглавляет кто-то другой.
Согласно журналистскому расследованию The Bell, идея создать внештатную армию на частной основе — и доверить её оперативно-логистический аспект Евгению Пригожину — исходила от высокопоставленных офицеров Минобороны России после презентации в 2010 году Эбена Барлоу, основателя базирующейся в Южной Африке ЧВК «Executive Outcomes». Создание команды «отставников» — силовиков, формально вышедших на пенсию, но прошедших подготовку и имеющих опыт боевых действий, на тот момент обсуждалось уже около года.

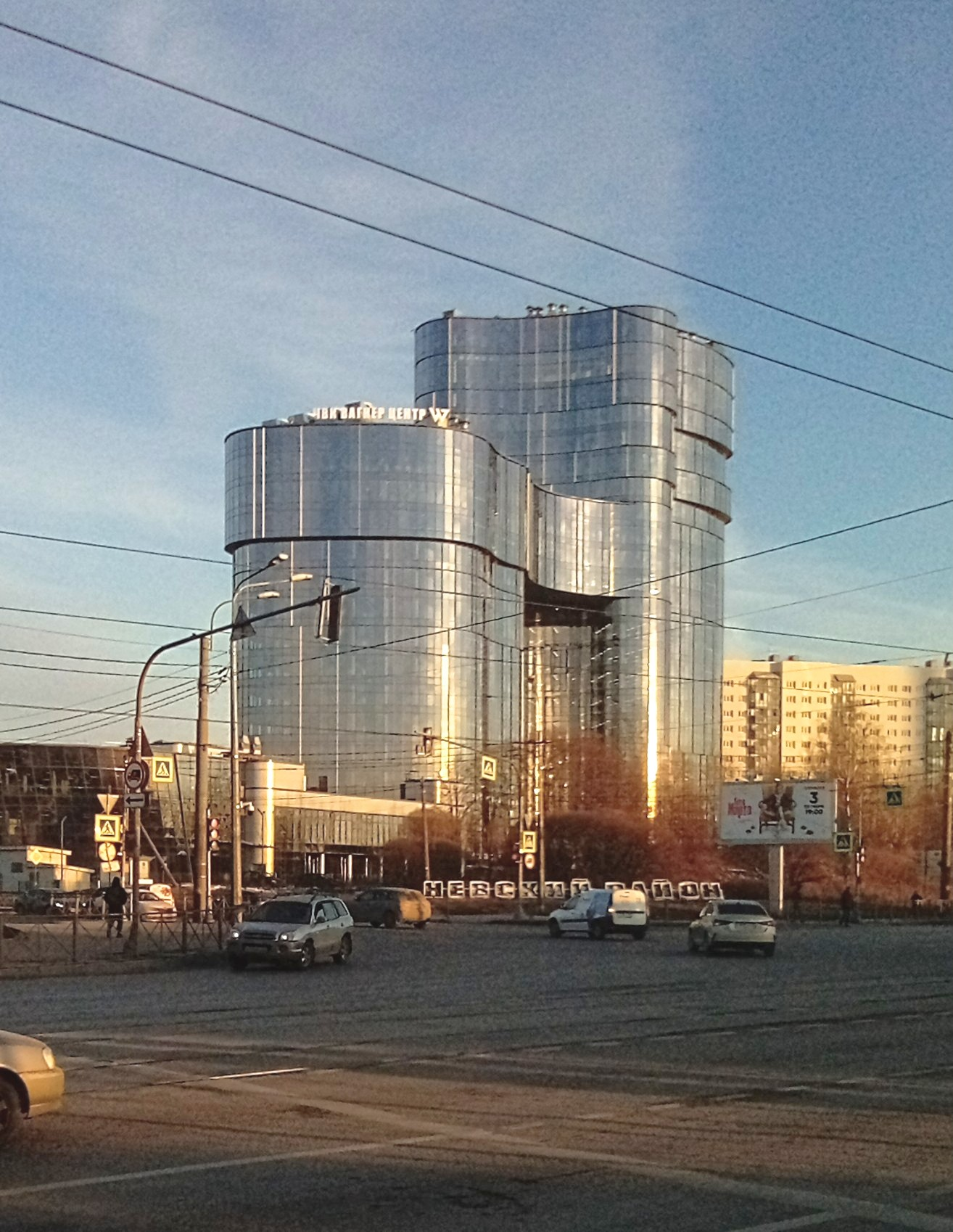
Здание «ЧВК Вагнер Центр»

В первой половине 2014 года, после аннексии Крыма РФ, около 300 человек из группы Вагнера вошли в состав сепаратистов на Донбассе и воевали под командованием Игоря Стрелкова. Наёмники приняли участие в боях за аэропорт Луганска, а затем устраняли нежелательных для России популярных полевых командиров сепаратистов.
«Фонтанка.ру», Znak.com, Би-би-си и The Bell сообщали о существовании тренировочной базы группы на полигоне Молькино в Краснодарском крае, который непосредственно примыкает к полигону 10-й отдельной бригады спецназа ГРУ Минобороны РФ (в/ч 51532). Тренировки на полигоне начались в середине 2015 года. Также сообщалось о реабилитационном центре в Геленджике (ранее предполагалось, что этот санаторный комплекс был дачей Пригожина).
9 июня 2022 года, в ходе вторжения России на Украину, по данным многих источников, включая Сергея Гайдая, ВСУ, как предполагается, уничтожили помещение спортивного комплекса в городе Стаханов, где по их данным, находилась база ЧВК «Вагнер».
В августе 2022 года Пресненский суд Москвы признал недостоверными слова бывшего главного редактора радиостанции «Эхо Москвы» Алексея Венедиктова о том, что Пригожин является хозяином ЧВК.
В сентябре 2022 года в сеть попало видео вербовки заключённых колонии. На нём, предположительно, Пригожин.
В сентябре 2022 года Пригожин впервые сознался, что создал ЧВК «Вагнер». Подтвердил он и то, что его наёмники участвовали во многих военных кампаниях, в том числе на Украине. По словам Пригожина, он долгое время избегал признания связи с ЧВК, чтобы не подставить её участников, которых он назвал «основой русского патриотизма».
В октябре 2022 года Пригожин через свою пресс-службу подтвердил открытие «ЧВК Вагнер Центра» в Санкт-Петербурге по адресу Зольная улица, 15. По его словам, миссия центра — повышение обороноспособности России, в том числе информационной. Открытие центра состоялось 4 ноября 2022 года. 10 ноября 2022 года стало известно о том, что компания Евгения Пригожина «Конкорд» обратилась в суд из-за отказа в вводе «ЧВК Вагнер Центра» в эксплуатацию. В начале 2023 года при «ЧВК Вагнер Центре» в Санкт-Петербурге открылся молодёжный патриотический клуб с неофициальным названием «Вагнерёнок». Целевая аудитория «Вагнерёнка» — молодые люди от 16 до 25 лет; средний возраст участников клуба, составляет около 18 лет; на конец февраля в клубе состояло около 60 человек; куратор клуба — экс-член молодёжного парламента Санкт-Петербурга Александр Тронин.

### Мятеж ЧВК «Вагнер»
23 июня 2023 года Пригожин заявил о нанесении российскими военными ракетного удара по тыловым лагерям ЧВК «Вагнер», принимавшего участие во вторжении России на Украину. Минобороны заявило, что удара не было и заявления о нём являются «информационной провокацией». Вечером того же дня Пригожин объявил, что фактически собирается осуществить военный переворот — назвав его «маршем справедливости». После этого в отношении него было возбуждено уголовное дело по статье 279 УК РФ («Вооружённый мятеж»). Наёмники ЧВК «Вагнер» взяли контроль над военными объектами и центром Ростова-на-Дону, блокировав силовиков. Некоторые соединения выдвинулись из Ростовской области по федеральной трассе М-4 «Дон» в сторону Москвы. В течение дня соединения ЧВК «Вагнер» с минимальным сопротивлением прошли Воронежскую, Липецкую и Тульскую области. В нескольких регионах, в том числе в Москве, был объявлен режим контртеррористической операции.
По данным OSINT-проекта Oryx за 24 июня правительственные войска потеряли 9 единиц техники. Были сбиты самолёт-командный пункт Ил-22М с 10 людьми на борту и шесть вертолётов, среди которых один вертолёт Ми-8, три вертолёта радиоэлектронной борьбы Ми-8МТПР-1, один ударный вертолёт Ми-35М и один вертолёт Ка-52 «Аллигатор». Кроме того, «вагнеровцы» захватили автомобиль с защитой от мин и засад КамАЗ-435029 «Патруль-А» и бронеавтомобиль «Тигр-М». ЧВК «Вагнер» потеряли только пикап УАЗ-23632-148-64 с установленным на нем пулемётом ДШК. Сетевое издание «Ридовка» утверждало, что погибли 15 военнослужащих, в основном военных лётчиков.
24 июня, при посредничестве президента Беларуси Александра Лукашенко, Евгений Пригожин договорился с федеральной властью России о прекращении мятежа, остановке продвижения подразделений ЧВК «Вагнер» в 200 километрах от Москвы и их возвращении в обычные места дислокации. Пресс-секретарь президента Путина Дмитрий Песков заявил, что уголовное дело против Пригожина будет прекращено, а сам он может уехать в Беларусь, что произошло 27 июня. Часть бойцов ЧВК «Вагнер» после неудавшегося мятежа присоединилась к ЧВК «Редут», ставшей крупнейшим наёмническим формированием в России.

### Гибель Пригожина и Уткина в авиакатастрофе
23 августа 2023 года, через два месяца после начала мятежа ЧВК «Вагнер», частный самолёт Евгения Пригожина Embraer Legacy 600 выполнял рейс по маршруту Москва (Шереметьево) — Санкт-Петербург. Во время набора высоты самолёт предпринимателя внезапно начал терять высоту и разбился рядом с селом Куженкино в Тверской области. На борту самолёта находились Евгений Пригожин и Дмитрий Уткин, а также ещё пять сотрудников ЧВК «Вагнер». Все находящиеся на борту погибли.

## Структура

### Руководство
Расследования журналистов «Фонтанки.ру», BBC и The Bell установили, что позывной «Вагнер» принадлежит подполковнику запаса Дмитрию Уткину, который до 2013 года был командиром 700-го отдельного отряда специального назначения 2-й отдельной бригады спецназначения Главного управления Генштаба ВС РФ (город Печоры Псковской области). После увольнения в запас работал в Moran Security Group, участвовал в сирийской экспедиции «Славянского корпуса» в 2013 году. Некоторое время распространялась информация, что Уткин был убит в начале 2016 года под Озеряновкой в Донецкой области, однако в конце 2016 года он посетил празднование Дня Героев Отечества в Кремле как награждённый орденами Мужества и сфотографировался с президентом Владимиром Путиным и другими военными. На фото Уткина опознала бывшая жена, с которой связались журналисты «Газеты.ру». На фотографии также присутствовали Александр Кузнецов, Андрей Богатов (названные командирами 1-й и 4-й рот «Группы Вагнера») и Андрей Трошев («исполнительный директор»). Присутствие на данном мероприятии Дмитрия Уткина было официально подтверждено через несколько дней без каких-либо объяснений. Уткин известен пристрастием к символике нацистской Германии, по свидетельствам очевидцев, вместо полевой панамы под Луганском носил стальной шлем вермахта.
В ноябре 2017 года РБК сообщило о назначении Уткина гендиректором «Конкорд менеджмент и консалтинг» — управляющей компании ресторанного холдинга Евгения Пригожина.
CNN утверждает, что в управление Вагнера входили как минимум 30 высокопоставленных российских военных и разведчиков, включая генерала Суровикина.

### Состав
Согласно расследованию «Фонтанки.ру», летом 2014 года интернациональным подразделением ЧВК командовал серб Давор Савичич (позывной — «Волк»), гражданин Боснии и Герцеговины. Он был объявлен в розыск Интерполом по обвинению во взрыве и убийстве шести человек в 2001 году в Беране. В числе прочих, в его подразделение перешли четверо бывших бойцов Французского Иностранного легиона. Майор запаса Сергей Чупов, ветеран афганской и первой и второй чеченских войн, был замкомандира по боевой подготовке в ЧВК, погиб под Дамаском 8 февраля 2016 года.
Личный состав наёмников «Вагнера» и требования к кандидатом значительно менялись со временем. Изначально отбор проходили только россияне, родившихся в границах страны до 2014 года, то есть до аннексии Крыма, без судимостей и долгов перед ФНС. После начала боевых действий на Украине в 2022 году в «Вагнер» стали принимать желающих с любым местом рождения, гражданством (сохранился лишь запрет на наём граждан Грузии) и без боевого опыта. В том же году в «Вагнер», при молчаливом согласии властей, начали привлекать людей из колоний обещая им свободу в случае выживания, заключённые соглашались по различным причинам, в том числе чтобы получить лекарства от ВИЧ, которое им не предоставляли в заключении. 10 февраля 2023 года Пригожин официально сообщил, что в 42 городах России открылись новые центры вербовки в компанию, в дополнение к 16 уже работавшим.
По словам независимого исследователя Криса Оуэна, цитирующего главу правозащитной группы «Русь Сидящая» Ольгу Романову, в 2022 году ЧВК «Вагнер» создала из самых жестоких завербованных заключённых «Компанию дикарей». Сообщалось, что новая «дикая рота» базируется в Донецке и возглавляется министром внутренних дел ДНР Алексеем Диким.
С конца 2022 года Пригожин начал распространять информацию о многочисленных иностранных наёмниках из западных стран, якобы воюющих в составе его ЧВК. Пригожин распространил информацию о неком батальоне «Британия», в котором якобы воюет бывший генерал морской пехоты США и 20 граждан Финляндии, упомянул некий «Чешский батальон имени Швейка» с выходцами из Чехии, отряд «Нидхёгг» с 67 натовскими военными из Норвегии (готовых вернуться домой и устроить госпереворот), а также англичан, французов, поляков и румын. Пентагон назвал заявления Пригожина дезинформацией.

## Финансирование и подчинение

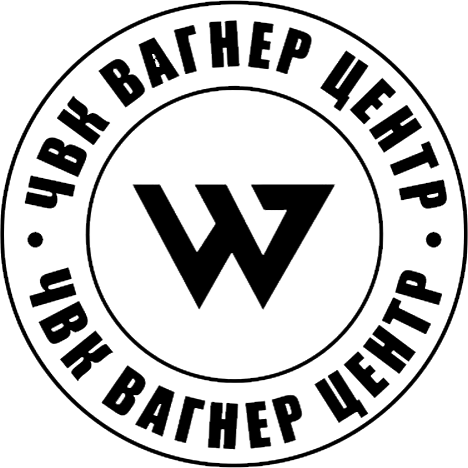
Логотип «ЧВК Вагнер Центр»

27 июня 2023 года, после мятежа ЧВК «Вагнер» президент России Владимир Путин заявил, что содержание ЧВК полностью обеспечивалось государством. Только с мая 2022 года по май 2023 года на денежное содержание бойцов и стимулирующие выплаты государство выделило ЧВК 86 млрд 262 млн рублей; из них денежное содержание составило 70 млрд 384 млн, стимулирующие выплаты — 15 млрд 877 млн. На страховые выплаты государство выделило 110 млрд 179 млн рублей. До этого связь ЧВК с государством годами отрицалась.
В эфире программы «Вести недели» телеведущий Дмитрий Киселёв заявил, что «в рамках заключённых с государством контрактов [ЧВК] получила чуть более 858 миллиардов рублей».
Сама ЧВК «Вагнер» не значится ни в силовых ведомствах, ни в реестре юридических лиц, а её бойцы отсутствуют в формулярных списках личного состава. По данным интернет-издания «The Bell», негласное курирование группы Вагнера осуществляет Главное управление Генерального штаба Вооружённых сил РФ. По мнению некоторых российских и западных экспертов, «Группа Вагнера» (ЧВК «Вагнер») в действительности является замаскированным подразделением в структуре Минобороны России, подчиняющимся, в конечном счёте, правительству РФ. При этом истинная цель российского правительства, создавшего эту «фальшивую организацию», состоит в том, чтобы использовать «Группу Вагнера» и Пригожина в качестве прикрытия для собственных военных и специальных операций. Такое прикрытие позволяет Кремлю отрицать собственное участие в таких операциях, а также избегать ответственности за совершенные в ходе них преступления.
Российское издание «РБК» в 2016 году оценивало содержание «группы Вагнера» от 5,1 до 10,3 млрд руб. в год; в затраты были включены зарплаты, снабжение базы, проживания и питание, единовременные траты на снаряжение, компенсации семьям погибших. Заработная плата сотрудникам «группы Вагнера» выплачивались наличными, официально они нигде не были оформлены, а закупки оружия и снаряжения засекречены. По данным издания, финансировали ЧВК государство и «высокопоставленные бизнесмены», к последним относили петербургского ресторатора Евгения Пригожина, бывшего одним из крупнейших получателей госконтрактов.
Как утверждается в материале Русской службы Би-би-си, компенсация родственникам Андрея Литвинова, который, как полагают, находился в Сирии по контракту с ЧВК Вагнера и погиб в 2017 году, составила 5 млн рублей. Ещё 100 тысяч рублей были выплачены на организацию похорон.
В июне 2017 года сетевое издание Фонтанка.ру сообщило, что связанное с Евгением Пригожиным ООО «Евро Полис» заключило с властями Сирии при участии Министерства энергетики России соглашение, по которому ООО «Евро Полис» обязуется освобождать захваченные противниками режима Башара Асада нефтяные и газовые месторождения, перерабатывающие заводы, иные объекты нефтегазовой инфраструктуры, а затем их охранять. За это ООО «Евро Полис» получит четверть доходов от добычи нефти и газа, расходы на боевые действия будут возмещены сирийской стороной отдельно.
Согласно расследованию телеканала «Настоящее время», основанному на полученных от Службы безопасности Украины документах, связанное с Евгением Пригожиным ООО «М-Финанс» выплачивало заработную плату военным специалистам, направленным в Центральноафриканскую республику.
В октябре 2023 года ЧВК «Вагнер» возобновила набор служащих в Новосибирске и Перми, причём представитель ЧВК в Перми заявил, что ЧВК стала подразделением «Росгвардии», которым руководит сын Евгения Пригожина Павел. По данным «Важных историй», переговоры о переходе бойцов ЧВК в «Росгвардию» вели Павел Пригожин и командир группы Антон Елизаров (Лотос).

## Юридический статус и легализация
Юристы отмечают, что существование ЧВК в РФ является нарушением российского законодательства.
В 2016 году депутаты от «Справедливой России» Геннадий Носовко и Олег Михеев внесли в Госдуму проект закона о частных военно-охранных организациях, который предлагал лицензировать и регламентировать деятельность ЧВК. Законопроект был отклонён как противоречащий ч.5 ст.13 Конституции. В январе 2018 года за легализацию деятельности частных военных компаний выступил глава МИД РФ Сергей Лавров. Предполагалась законодательная инициатива, которая позволила бы официально привлекать бойцов ЧВК к участию в контртеррористических операциях за границей и защите разных объектов вроде месторождений нефти и газа, запретить покупать или хранить оружие массового поражения и ввести социальные гарантии, поскольку сотрудники ЧВК не имеют прав и льгот, предусмотренных для контрактников Вооружённых сил РФ. Как комментировал ситуацию глава организации Conflict Intelligence Team (CIT) Руслан Левиев, от западных ЧВК «Группа Вагнера» отличается радикально: тогда как зарубежные компании такого типа занимаются охраной и обучением, «Вагнер» занимается разведкой, ведением боёв, диверсиями и прямым наступлением. Также российское законодательство запрещает частным структурам владеть бронетехникой и оружием массового поражения, тогда как к 2022 году в арсенале «Вагнера» уже были самолёты-истребители.
25 июня 2023 года глава комитета Государственной думы по обороне Андрей Картаполов сообщил, что ведётся разработка законопроекта о регуляции деятельности ЧВК в России.

## Украина

### 2014—2021
Первой операцией ЧВК «Вагнер» принято считать захват украинских частей в Крыму в 2014 году. Кроме того считается, что ЧВК оказала существенную помощь в организации антиукраинских военных формирований в Донбассе. Гибель Александра Беднова также, предположительно, связывают с деятельностью ЧВК «Вагнер».
Три представителя командования ЧВК «Вагнер» в анонимном интервью «Радио Свобода» рассказали следующее:

В 2014 году товарищ Стрелков зашёл в Славянск, и куча людей захотела Стрелкову помогать. Пересечь украинскую границу они не могли, потому что на то время граница существовала, и вся организация происходила в Ростове-на-Дону. Арендовали базу, взяли грамотных офицеров спецслужб и Минобороны. Первый отряд пошёл — «Луна», в июне 2014-го, второй — «Степь». Это были фактически ротно-тактические группы численностью до 250 человек. ЧВК тогда не было, но зарплату платили.

Одним из отрядов, «зашедших» в Донбасс, был отряд Дмитрия Уткина, его скоро стали называть по позывному командира — Вагнер. Поскольку «группа Вагнера» зарекомендовала себя хорошо, было принято решение её укрупнить.
7 октября 2017 года Служба безопасности Украины заявила, что бойцы группы Вагнера участвовали в конфликте в Донбассе с 2014 года. По данным СБУ, они причастны к сбитию Ил-76, штурму Луганского аэропорта и боям в районе Дебальцева. 8 октября 2017 года СБУ опубликовала имена членов группы Вагнера, которые, по их данным, участвовали в конфликте в Донбассе с 2014 года и причастны к сбитию Ил-76, штурму Луганского аэропорта и Дебальцева. Глава ведомства Василий Грицак в этот же день заявил:

У следствия есть основания говорить, что два члена группировки Вагнер непосредственно стреляли из ПЗРК по Ил-76. Службой были установлены 1570 имён и установочных данных боевиков ЧВК Вагнера, в том числе тех, кто погиб на территории Украины.
— Василий Грицак
Также Грицак заявил, что СБУ подготовила подозрение руководителю ЧВК Дмитрию Уткину.
Политолог Сергей Суханкин и другие считают, что ЧВК «Вагнер» ответственна за убийство Мозгового и Беднова.

### Вторжение России на Украину (с 2022)
Из-за напряжённых отношений Пригожина с Владимиром Путиным, его администрацией и Министерством обороны РФ ЧВК «Вагнер» не готовилась к участию во вторжении. Из-за потерь и неудачного хода событий Министерство обороны вынудило ЧВК вернуть некоторых наёмников из заграничных командировок и перебросить их на Украину, куда также отправили основной состав. По словам Пригожина, наёмники, приехавшие с различных направлений в Африке, вступили в первый бой 19 марта 2022 года.
Под контролем ведомства вербовщики ЧВК распечатали чёрные списки забракованных за годы работы бойцов (которых тоже стали приглашать на войну). Согласно русской службе BBC, ЧВК «Вагнер» объявила массовый набор наёмников для отправки на Украину, при этом планка требований к кандидатам существенно снизилась: в неё готовы взять крымчан, жителей сепаратистских республик Донбасса, людей с долгами и тех, кто ранее был наказан за что-либо во время службы в подразделении Вагнера.
В марте британская газета «The Times» сообщила, что от 2 тысяч до 4 тысяч «вагнеровцев» вошли на Украину через Беларусь в январе. Около 400 из них были направлены в Киев для уничтожения 23 высокопоставленных украинских политиков, включая президента Владимира Зеленского, а остальные — в ДНР и ЛНР. По данным издания, Кремль предложил «щедрые бонусы» за уничтожение правительства Зеленского. Украинская разведка узнала о приказе в субботу утром, после чего Киев объявил «жёсткий» 36-часовой комендантский час, чтобы город можно было прочесать в поисках российских агентов, говорится в публикации.
По версии немецкого журнала Spiegel, в резне в Буче совместно с кадыровцами принимали участие и наёмники группы Вагнера, причём последние играли ведущую роль.
Выходцев из ЧВК «Вагнер» используют как основную ударную силу, дополняя эти подразделения военнослужащими ВДВ. Из-за этого отряды «вагнеровцев» несут большие потери. Наёмники в основном участвовали в боевых действиях в Луганской области.
Через две недели после взятия Попасной ЧВК «Вагнер», вероятно, впервые иносказательно похвалил в эфире ВГТРК корреспондент «Вестей недели» Сергей Зенин сообщив, что «на этой линии фронта есть даже свой „военный оркестр“, который всегда там, где очень жарко, но о котором никогда ни слова». В конце июня ряд telegram-каналов сообщил о тайном вручении Пригожину ордена «Герой России», по данным Meduza — за отправку наёмников на фронт.
Наиболее подготовленные наёмники из ЧВК «Вагнер» были выделены в отдельное подразделение «Лига» для выполнения более сложных и ответственных задач, похожих на те, что поручают штурмовым отрядам. Затем подразделение «Лига» поступило в распоряжение Минобороны РФ.
В октябре 2022 года появились сведения о строительстве противотанковых оборонительных сооружений в Луганской и Донецкой областях Украины, оккупированных Россией, а также в Белгородской области Российской Федерации, получивших название «линия Вагнера».
В декабре 2022 года американские чиновники сообщили, что ЧВК «Вагнер» закупила для войны против Украины партию оружия (пехотных ракет и снарядов) у КНДР. Власти последней это отрицают.
В январе 2023 года президент Сербии Александр Вучич заявил, что ЧВК «Вагнер» должна прекратить попытки вербовки сербов для участия в боевых действиях. Министр обороны Сербии Милош Вучевич предупредил о юридической ответственности для сербов, участвующих в войне на стороне России.
В марте 2024 г. на востоке Лондона произошёл пожар на принадлежащем украинским предпринимателям складе, откуда в Украину шли посылки и гуманитарная помощь, в том числе оборудование для спутникового интернета Starlink. Согласно позиции прокуратуры, поджог был совершен по указанию ЧВК Вагнера. Всего по делу проходят восемь человек. Четверых из них обвинили в поджоге, ещё двоих — в том, что они знали о готовящихся терактах, но не сообщили об этом. Организатор преступления Дилан Эрл и его сообщник Джейк Ривз признали себя виновными.

#### Вербовка заключённых
Начиная с июля 2022 года ряд СМИ сообщили о посещении тюремных колоний человеком со звездой Героя России, похожим на Евгения Пригожина. Согласно им, он начал вербовочный тур с колоний для бывших силовиков, а затем переключился на учреждения строгого режима. Предприниматель предлагал заключённым принять участие в боевых действиях в составе ЧВК в обмен на помилование, снятие судимости, паспорт РФ и денежные выплаты (100 тыс. руб. в месяц, 5 млн руб. — в случае гибели). После визита вербовщиков заключённых двух колоний в Тульской и Ярославской областях лишили предоставляемой сервисом Zonatelecom связи с окружающим миром. В сентябре появилось видео, подтверждающее вербовку заключённых лично Пригожиным, снятое в колонии строгого режима № 6 в Марий Эл.
В середине сентября в 37 российских колониях ЧВК «Вагнер» завербовала не менее 5786 бойцов. Из них были вывезены не менее 2036 осуждённых. Глава «Руси сидящей» Ольга Романова считает, что на самом деле были завербованы 11 000 человек, а уехали — 3000.
Журналистское расследование на основе публично доступных документов пришло к выводу, что к началу ноября 2022 года в войне с Украиной погибло более 500 заключённых, завербованных ЧВК Вагнера. По состоянию на август 2023 года BBC и «Медиазона» установили имена 5783 заключённых, погибших в ходе российского вторжения, при этом отмечая, что реальные цифры потерь заключённых наверняка гораздо выше.
5 января 2023 года «РИА Новости» опубликовало видео с заявлением Пригожина, согласно которому первая группа добровольцев ЧВК из числа заключённых завершила полугодовой контракт и получила снятие судимостей.

#### Убийство Евгения Нужина
13 ноября 2022 года телеграм-канал, аффилированный с ЧВК «Вагнер», опубликовал видео с расправой над заключённым Евгением Нужиным. В ролике мужчина рассказывает, что его похитили из Киева и «будут судить». Затем Нужину разбивают голову кувалдой. Евгений Нужин был завербован в «ЧВК Вагнера» в одной из российских тюрем, где отбывал наказание за убийство, и отправлен на Украину. В начале сентября он сдался в плен. Владелец «ЧВК Вагнера» Евгений Пригожин назвал видеозапись убийства «прекрасной режиссёрской работой», добавив, что убийство было «справедливым». По словам заключённого, присутствовавшего на вербовке, Пригожин призывал к жестокому обращению с украинскими военнопленными.
15 ноября уполномоченная по правам человека в РФ Татьяна Москалькова рассказала, что видео с казнью кувалдой Евгения Нужина проверяют следственные органы. По её словам, «любая жестокость и противоправность требует вмешательства государства».

#### Потери и численность
По оценкам Белого дома в декабре 2022 года, во вторжении на Украину участвовало 50 тысяч бойцов ЧВК. Согласно разведывательному обзору Минобороны Великобритании от января 2023 года, в боевых действиях на Украине ЧВК задействовала 50 тысяч бойцов. По оценкам Белого дома, к середине февраля 2023 года ЧВК потеряла убитыми и ранеными на Украине более 30 тысяч человек.
Евгений Пригожин в конце мая 2023 года заявил, что всего в ходе вторжения России на Украину было убито 20 тысяч бойцов ЧВК, из которых половина — заключённые.
В июле 2023 года командир ЧВК «Вагнер» под позывным «Маркс» сообщил, что всего во вторжении России на Украину участвовало 78 тысяч бойцов ЧВК, из которых 49 тысяч — заключённые. На момент захвата Бахмута в мае 2023 года убитыми были 22 тысячи, ранеными — 40 тысяч. За это время был убит почти каждый третий боец ЧВК. Командир ЧВК назвал «живыми и здоровыми» 25 тысяч бойцов («плюс раненые, находящиеся на излечении»), одна часть из которых убыла в Беларусь, а другая — ушла в отпуск.
На 2023 год в разных регионах России и на оккупированной территории Украины обнаружены по меньшей мере семь кладбищ бойцов ЧВК, воевавших против Украины. На этих кладбищах захоронено как минимум 1350 «вагнеровцев», многие из которых были завербованными заключёнными. В станице Бакинской Краснодарского края было обнаружено самое крупное захоронение — 607 могил. В Московской области обнаружено 22 могилы. В Новосибирске обнаружено 69 могил. В Иркутске нашли минимум 40 могил с венками с эмблемой, похожей на эмблему ЧВК. В Свердловской области — более 90 могил. В Самарской области — 64 могилы. Массовое захоронение из 42 могил обнаружено под Луганском, на оккупированной территории Украины. К 22 декабря 2023 года исследователи русской службы BBC и интернет-СМИ «Медиазона» установили по открытым источникам имена 9332 погибших «вагнеровцев» (из которых 2/3 — заключённые) и отмечают, что полное количество наверняка гораздо выше.
В 2022—2023 годах ЧВК «Вагнер» использовала свои собственные авиационные подразделения, которые потеряли за этот период не менее 6 самолётов (пять Су-25 и один Су-24). Одним из погибших лётчиков был отставной генерал-майор Канамат Боташев.

## Сирия

### Первая кампания (сентябрь 2015—май 2016)
Примерно с октября 2015 года часть бойцов «Вагнера» передислоцировалась в Сирию, ещё до появления там официальных российских баз. Тогда же погибли первые девять наёмников в результате минометного обстрела российской базы. Масштабные боестолкновения и потери начались примерно в феврале 2016 года, когда велось освобождение Пальмиры от ИГ. По сообщению РБК, бойцы группы «Вагнер» сыграли основную роль в освобождении города. Wall Street Journal оценивала контингент в 1000 человек, по сведениям «Фонтанки.ру», общая численность группы в Сирии составляла 400 человек.
Согласно анонимному интервью одного из бойцов, в Сирии бойцы «Вагнера» «шли первой волной», а война велась как «прямо Вторая мировая. Как было под Дебальцево — в поле людей выгоняли с техникой, и команда — ваша задача взять укреп, взять блокпост. И вперёд, просто как на мясо». Это подтверждают и другие журналистские источники, говоря, что «Вагнер» посылали в самые трудные районы Пальмиры, а уже после них шли российские наземные части, затем сирийские регулярные силы. «Фонтанка.ру» сообщила, что, согласно появившейся в распоряжении редакции документации «группы Вагнера», с осени 2015 года по весну 2016 года потери группы составили около 32 человек убитыми и около 80 тяжелоранеными.
В апреле-мае 2016 подразделения были преимущественно выведены из Сирии. На месте остались только подразделения обеспечения и военные специалисты. Весной наблюдалось значительное ухудшение отношений ЧВК Вагнера и Министерства обороны России: сведено почти к нулю взаимодействие с артиллерией, военная авиация прекратила эвакуацию раненых наёмников с поля боя, а также транспортировку в Ростов-на-Дону. Журналисты предполагали, что это было связано с появлением многочисленных публикаций и желанием министерства отмежеваться от истории с наёмниками.

### Вторая кампания (2017)
В начале 2017 года РБК и группа Conflict Intelligence Team (CIT) заявили, что шесть наёмников «Вагнера» погибли во время гражданской войны в Сирии. По данным «Фонтанки.ру», в 2017 году ЧВК была задействована в Пальмире и близлежащих нефтяных полях. По данным издания, ещё в 2016 году связанное с Евгением Пригожиным ООО «Евро Полис» при участии Министерства энергетики России заключило с властями Сирии соглашение, по которому «Евро Полис» обязуется освобождать захваченные противниками режима Башара Асада нефтяные и газовые месторождения, перерабатывающие заводы, иные объекты нефтегазовой инфраструктуры, а затем их охранять. За это «Евро Полис» должно было получить четверть доходов от добычи нефти и газа, расходы на боевые действия сирийская сторона обязалась возместить отдельно. В распоряжение Reuters попала официальная справка о смерти, выданная консульским отделом РФ в Сирии, согласно которой в 2017 году там погиб как минимум 131 россиянин. «Фонтанка» оценивает потери «Вагнера» в Сирии в 2017 году как минимум в 40-60 убитых при втрое большем числе раненых.
15 февраля 2018 года Сирийский центр мониторинга прав человека (SOHR) сообщил о гибели 15 россиян-«вагнеровцев» при взрыве склада боеприпасов в населённом пункте Табия-Джазира в провинция Дейр-эз-Зор.

### Боестолкновение под Хашамом
7 февраля 2018 года несколько подразделений ЧВК «Вагнер», принимавших участие в боестолкновении в районе города Хашам (провинция Дейр-эз-Зор), понесли значительные потери, попав под удар артиллерии и ВВС США.
Этот населённый пункт был под контролем сирийских проправительственных сил и использовался ими для наступления в сторону нефтяных месторождений, которые ранее захватили Сирийские демократические силы (СДС), созданные и финансируемые США.
По информации американских военных, проправительственные силы сосредоточились за неделю до инцидента и 7 февраля под прикрытием танков, артиллерии и миномётов выдвинулись в направлении позиций СДС. Сразу после этого представитель коалиции связался с представителем Минобороны России по горячей линии, где его убедили, что никаких российских войск и операций в этом районе не проводится. После этого командование СДС приняло решение о применении авиации для своей защиты. По словам генерал-лейтенанта Джефри Хэрригана, командующего операциями ВВС США в Сирии, в течение трёх часов были использованы бомбардировщики B-52, беспилотники MQ-9, самолёты огневой поддержки AC-130, вертолёты AH-64 Apache и истребители-бомбардировщики F-15e. По оценкам Пентагона, в результате ударов было уничтожено около 100 человек, множество танков и артиллерийских орудий.
О потерях среди бойцов российской ЧВК сообщало множество российских и западных СМИ, людские потери разнятся от 11 до 200 человек. Так, по данным издания «Bloomberg», потери составили не менее 200 человек, по данным Reuters — 100 погибших и 200 раненых, CBS (со ссылкой на источники в министерстве обороны США), иранское информагентство «Fars», назвавшее погибших «российскими военными советниками» и бывший полевой командир ДНР Игорь Гиркин (Стрелков). Группа независимых расследователей Conflict Intelligence Team, ссылаясь на социальные сети, опубликовала имена четырёх погибших участников группы: рязанец Алексей Ладыгин, жители Асбеста Станислав Матвеев и Игорь Косотуров, калининградец Владимир Логинов (сотник казачьего хутора Прегольский). Среди погибших также оказался состоявший в «Другой России» москвич Кирилл Ананьев, до этого участвовавший в войне на востоке Украины на стороне «народных республик», где дослужился до звания командира миномётного взвода.
2 марта 2018 года в немецком «Der Spiegel» было опубликовано журналистское расследование о событиях под Хашамом. Немецкие журналисты провели две недели в Сирии, разговаривая со свидетелями и участниками боя. «Der Spiegel» сообщает, что, согласно показаниям двух их источников из числа повстанцев, небольшой контингент российских наёмников, который находился в это время в Табии, в боях не участвовал. Но, тем не менее, по словам этих же повстанцев, в военном столкновении от 10 до 20 россиян погибли. Сотрудник единственного крупного госпиталя Дейр-эз-Зора сказал Spiegel, что в их учреждение были доставлены тела примерно десяти россиян. По словам источников издания, общие потери нападавших — около 200 человек, из которых 80 были солдатами 4-й танковой дивизии сирийской армии, около 100 иракцев и афганцев и 70 бойцов племён, большая часть из которых является бойцами клана аль-Бакир.
8 февраля 2018 года Министерство обороны России назвало ответную реакцию американских сил «внезапной», при этом не подтверждая участия россиян в битве. Причиной удара в МО считают то, что сирийские ополченцы не согласовали свою операцию с командованием российской оперативной группы в населённом пункте Сальхиях.
12 февраля 2018 года «Взгляд» заявил, что во всей Сирии не насчитается ни полка (1000 человек), ни батальона (500 человек) группы Вагнера. «Взгляд» сообщил, что для поднятия боеспособности и морального духа сирийского полка, наступающего на позиции американцев и курдов, хватит взвода группы Вагнера (30 человек). Однако, как сообщил «Взгляд», сирийская рота, состоящая из четырёх-пяти взводов, могла насчитывать только 120—150 человек (так как для полка не хватило бы численности бойцов).
13 февраля 2018 года кандидат в президенты России от партии «Яблоко» Григорий Явлинский обратился к Владимиру Путину с требованием дать публичный отчёт о нахождении и гибели в Сирии российских граждан. 14 февраля другой кандидат в президенты РФ Ксения Собчак предложила организовать парламентское расследование. 14 февраля 2018 года пресс-секретарь президента РФ В. Путина Дмитрий Песков допустил возможность нахождения в Сирии некоторого числа российских граждан, не являющихся военнослужащими, однако сведения о массовых потерях среди них назвал ложью. 15 февраля официальный представитель МИД РФ Мария Захарова допустила возможность гибели в результате налёта пяти граждан РФ, подчеркнув, что эти лица не были российскими военнослужащими.

### Убийство Мохаммеда Таха Исмаила Аль-Абдуллы
30 июня 2017 года в Интернет был выложен видеоролик с изображением того, как под песню со словами «снимаю с плеч тяжёлый автомат, стреляю в сына, потом стреляю в мать» несколько бойцов в неформальном снаряжении бьют кувалдой лежащего на земле мужчину в гражданской одежде. Избиваемый похож на араба, а избивающие говорят по-русски без акцента, их лица закрыты. Место действия напоминает полуразрушенный промышленный объект в сирийской пустыне. В ноябре 2019 года в Интернет были выложены три следующие части этой видеозаписи, на которых лежащему человеку отрезают голову, отрубают руки, а затем его тело подвешивают за ноги и сжигают. Когда убитый горел, один из участников расправы воскликнул на камеру: «Джамбо!», показав рукой соответствующий жест.
Арабской прессе удалось установить, что убитый — Мохаммед Таха Исмаил Аль-Абдулла, известный также как Хаммади Таха Аль-Бута. Он родился в 1986 году в Дейр-эз-Зоре. Его мобилизовали в резерв армии Башара Асада, он дезертировал, но его поймали. Место убийства Jesr Press идентифицирует как месторождение Шаир в сирийской провинции Хомс.
«Новая газета», проведя расследование, сделала предположение, что убийство совершили люди из «группы Вагнера» и выразила готовность передать материалы расследования в российские правоохранительные органы. Пресс-секретарь президента РФ Дмитрий Песков заявил: «мы не обладаем никакой информацией и не имеем никакого отношения к этим людям». На вопрос, могут ли следственные органы РФ провести расследование по данной информации, пресс-секретарь президента РФ сказал: «Если они посчитают необходимым, то они это сделают». В 2023 году центр «Досье» в совместном расследовании с Die Welt, Insider, Paris Match и Arte установил имена всех участников убийства. Ими оказались наёмники 4-го штурмового отряда ЧВК Вагнер, некоторые из которых мертвы, другие продолжают работать в ЧВК.

### Вывод бойцов и результаты
По данным на начало 2022 года, общая численность подразделений ЧВК «Вагнер» в Сирии составляла 3000 человек. 
26 января 2023 года Пригожин заявил на запрос «Национальной службы новостей», что ЧВК «Вагнер» в одиночку «де-факто выиграли сирийскую войну». Член комитета Госдумы по обороне, генерал-лейтенант Виктор Соболев подвергнул сомнению заявления Пригожина.

## Африка
В 2019 году центр «Досье» благодаря утечке документов получил подтверждение, что Россия собирается сделать Африку новым центром своих интересов. К 2022 году присутствие и влияние ЧВК «Вагнер» на континенте распространилось как минимум на 25 стран. Аффилированные с Пригожиным люди консультируют влиятельные политические группировки в обмен на долю в добыче природных ресурсов, а наёмники «Вагнера» предоставляют силовую поддержку и охраняют стратегические объекты. США, Великобритания и Франция в ООН обвиняют ЧВК в дестабилизации Африки. Итальянская разведка в начале 2023 года говорила, что присутствие российских частных военных группировок в Северной и Западной Африке одной из целей имеет дестабилизацию региона, чтобы дополнительно стимулировать летнюю волну нелегальной миграции в Европу.
В конце июля 2023 года скоординированные митинги в поддержку ЧВК «Вагнер» прошли в Мали, Буркина-Фасо и ЦАР. По данным The New York Times, после гибели Пригожина за ключевые аспекты операций ЧВК в Африке соперничают Служба внешней разведки РФ и Главное управление Генштаба ВС РФ. Преемником деятельности ЧВК «Вагнер» в Африке стал созданный в конце 2023 — начале 2024 года Африканский корпус.

### Судан
В декабре 2017 года Би-би-си заявила об участии российских сотрудников нескольких российских ЧВК, включая «Вагнер», в гражданской войне в Судане на стороне правительства Омара Башира. Судан является третьим после Ганы и ЮАР добытчиком золота в Африке. В Судане ЧВК «Вагнер», согласно отчёту Центра по исследованию коррупции и организованной преступности (OCCRP), «переправляла ресурсы силам режима в обмен на привилегированный доступ к прибыльной добычи золота в стране». В августе 2018 года министерство горнодобывающей промышленности Судана передало свою долю в будущем золотодобывающем предприятии компании Meroe Gold дочерней компании «М-Инвест» Евгения Пригожина. Сама Meroe Gold заплатила компании под управлением суданской военной разведки несколько миллионов долларов за право на ведение бизнеса в стране и владение оружием для бойцов «Вагнера». Meroe Gold попала под санкции Минфина США в июле 2020 года. Согласно отчёту американского ведомства, Пригожин и сеть его компаний также вовлечены в деятельность нефтегазовой и сельскохозяйственной промышленности Судана.
После того как в апреле 2023 года в Судане начались вооружённые столкновения между так называемыми Силами быстрого реагирования, созданными на базе проправительственного ополчения «Джанджавид», и суданской армией, CNN сообщила, что «Группа Вагнера» поставляла ПЗРК из Ливии Силам быстрого реагирования.

### Ливия
В мае 2020 года несколько новостных агентств опубликовали сведения из доклада мониторинговой миссии комитета ООН по санкциям в отношении Ливии, согласно которым до 1200 наёмников «Вагнера» поддерживали наступление на Триполи сил Ливийской национальной армии Халифы Хафтара против международно признанного Правительства национального согласия. Подчёркивалось, что это лишь приблизительная цифра, основанная на «немногочисленных визуальных контактах и информации открытых источников». В докладе говорилось, что российские наёмники действуют в Ливии с 2018 года, «оказывая техническую поддержку в ремонте военных машин и участвуя в боевых операциях», в частности работая наводчиками артиллерии, снайперами, и «давая консультации в области противодействия электронному наблюдению», в обмен получая доступ к сырью, в первую очередь — к нефти. В декабре 2021 года председатель Высшего государственный совета Ливии сообщил, что в стране насчитывается более 7 тыс. сотрудников ЧВК «Вагнер» и у них есть 30 реактивных самолётов на авиабазе Гардабия.
31 мая 2022 года был опубликован доклад Human Rights Watch, в котором со ссылкой на информацию от ливийских ведомств и групп по разминированию заявлялось, что ЧВК «Вагнер» в 2019—2020 использовала в Ливии запрещённые противопехотные мины и мины-ловушки. По данным Центра по разминированию при ливийском Минобороны, на этих минах подрывались преимущественно гражданские лица.

### ЦАР
Наёмники ЧВК «Вагнер» прибыли в Центральноафриканскую Республику (ЦАР) 31 марта 2018 года. ЦАР, являясь одной из самых бедных стран мира, обладает значительными запасами алмазов, золота и урана. В ЦАР бойцы «Вагнера» защищали режим Фостена-Аршанжа Туадера от повстанцев, регулярно атаковавших столицу Банги. По словам одного из лидеров оппозиции Али Ахмаду, «русские захватили страну: они охраняют границы, они везде, где есть ценные ресурсы». Ахмаду также заявлял, что армия ЦАР выступает только как «прикрытие», чтобы легитимизировать бои, фактически же его Коалиция патриотов за перемены сражается с наёмниками «Вагнера». Доминик Кристоф Рэнето, основатель французского «Агентства по безопасности и исследованиям» и эксперт по франкоязычной Африке, также утверждает, что «Вагнер» заменил регулярную армию ЦАР.
28 июля 2018 года трое независимых российских журналистов (журналист Орхан Джемаль, оператор Кирилл Радченко и режиссёр Александр Расторгуев) отправились снимать документальный фильм-расследование о «вагнеровцах», а 30 июля они были убиты. Российская сторона и власти ЦАР обвинили в организации убийства Доминика Рэнето. Расследование центра «Досье» связало убийство журналистов с ЧВК «Вагнер»: местный водитель, который вёз журналистов, был постоянно на связи с гражданином России Александром Сотовым (личный номер сотрудника «ЧВК Вагнера» М-5661), а тот — с Валерием Захаровым, советником президента ЦАР по безопасности и сотрудником «ЧВК Вагнер» под личным номером М-5658.
В 2019 году телеканал «Настоящее время» опубликовал расследование на основе документов, предоставленных Службой безопасности Украины, о том, что связанная с Евгением Пригожиным ООО «М-Финанс» выплачивала зарплату военным специалистам, направленным в ЦАР. Российские власти официально признали отправку россиян в ЦАР в марте 2018 года, заявив, что 5 военных и 170 российских гражданских инструкторов были направлены для обучения военнослужащих ЦАР. На вопрос телеканала о работодателе гражданских инструкторов и связи этих специалистов с компаниями «М-Финанс» или «М Инвест», МИД РФ не дал ответа. В ЦАР также работала горнодобывающая компания Lobaye Invest, которую возглавлял Дмитрий Сытый, бывший сотрудник управления МВД по Северо-Западному федеральному округу, откуда набирали сотрудников службы безопасности Евгения Пригожина. Дмитрий Сытый фигурировал в расследовании центра «Досье» по делу об убийстве журналистов в ЦАР. В декабре 2022 года он был ранен в результате взрыва устройства, доставленного почтой.
В 2021 году рабочая группа ООН обнаружила, что российские наёмники поддерживают плотные контакты с контингентом миротворческой миссии MINUSCA, и выразила глубокую озабоченность «исчезновением чётких границ между гражданскими, военными и миротворческими операциями в регионе».
3 мая 2022 года Human Rights Watch опубликовала доклад о том, что российские наёмники из ЧВК «Вагнер» причастны к убийствам и пыткам мирных жителей в Центральноафриканской республике. Упоминаются убийство 12 мирных жителей в Босангоа 21 июля 2021 года, пытки и заключение в нелегальные тюрьмы в Алиндао в июне—августе 2021, массовое убийство в Айгбадо не менее 65 человек в январе 2022 года. По данным Armed Conflict Location and Event Data Project, с 2018 года в Центральноафриканской Республике гражданское население становилось жертвой атак «вагнеровцев» в 70 % их операций. Действия ЧВК в регионе привели к эскалации конфликта и значительному росту числа жертв. Рабочая группы ООН в своём докладе указывала, что «вагнеровцы» во многих случаях не делали даже попыток отличить мирных жителей от боевиков и убивали всех без разбора. Засвидетельствованы многочисленные случаи похищений, грабежа, нападений на школы, сексуального насилия.
Издание The Daily Beast со ссылкой на двух высокопоставленных офицеров ЦАР сообщало, что с октября 2022 года заключённых в тюрьмах ЦАР стали вербовать в «Вагнер».
2 февраля 2023 года The Guardian сообщила, что ЧВК «Вагнер» понесла значительные потери в боях за золотодобывающие шахты с Камеруном и Чадом.

#### Фильм «Турист»
В 2021 году вышел боевик «Турист», рассказывающий о российских военных инструкторах в ЦАР, где несколько десятков российских бойцов уничтожают и ранят сотни нападающих на их базу местных боевиков. Фильм содержит множество элементов, характерных для ЧВК «Вагнер», таких как автомобили «Урал» с характерными модификациями и самолёт с тем же бортовым номером, как у самолёта Пригожина. Издание Meduza со ссылкой на источники в съёмочной группе фильма, ЧВК «Вагнер» и другие структуры Пригожина написало, что фильм был снят на его деньги. Отвечая на вопрос журналистки «Медузы» о связи «Туриста» с реальными российскими наёмниками, Евгений Пригожин назвал её «врагом народа», добавив, что «в советское время таких расстреливали».

### Мозамбик
В 2018 году появилась информация, что ЧВК «Вагнер» действует в Мозамбике, где помогает бороться с повстанцами-исламистами. В ноябре 2019 года издание The Moscow Times со ссылкой на собственные источники сообщало, что ЧВК «Вагнер» выиграла несколько контрактов на работу в Мозамбике, на которые также претендовали ЧВК Black Hawk под управлением бывшего подполковника южноафриканской армии Дольфа Дорфлинга и аналогичная компания ОАМ Джона Гартнера. В отличие от конкурентов «Вагнер» мог предложить также политическую помощь и в целом стоил дешевле: Гартнер оценивал зарплату одного своего приглашённого «эксперта по безопасности» в 15-25 тысяч долларов США в месяц, тогда как зарплата «вагнеровца» составляет примерно от 1,8 до 4,7 тысяч долларов. На эффективность работы «Вагнера» сильно повлияло незнание местности и локальной политики. В октябре 2019 года появились сообщения о гибели в Мозамбике семи россиян-«вагнеровцев», однако источники среди южноафриканских журналистов и военных сообщали, что ЧВК несёт в Мозамбике значительные потери: на российских наёмников часто нападали, известны случаи убийств и обезглавливания. При боевых действиях в Кабу-Делгаду погибло не менее 200 «вагнеровцев». По словам местного специалиста, всё технологическое оснащение бойцов ЧВК непригодно для условий буша.

### Мали
В результате военного переворота в августе 2020 года в Мали к власти пришла военная хунта под руководством Ба Ндау. В июне 2021 года Франция, чьи войска находились в зоне Сахеля в рамках антитеррористической операции, объявила о намерении свернуть свою миссию. Вслед за этим малийское правительство обратилось к российской ЧВК. В сентябре 2021 года в СМИ сообщали, что власти Мали готовы платить «Вагнеру» свыше 9 млн $ в месяц за размещение в стране около 1000 бойцов ЧВК, обучение местных военных и защиту высокопоставленных чиновников. Франция потребовала от властей РФ не допустить подписания контракта между Мали и ЧВК, а глава внешнеполитической службы Евросоюза Жозеп Боррель также выступил категорически против этого сотрудничества. Министр иностранных дел РФ Сергей Лавров заявил, что власти Мали имели право обратиться к российской ЧВК для содействия в борьбе с терроризмом.
В апреле 2022 года Франция обвинила ЧВК «Вагнер» в провокации: житель Мали опубликовал в своём твиттер-аккаунте фотографии присыпанных песком трупов возле военной базы около Госси и заявил, что убийства совершили французские силы. Французский генеральный штаб опроверг это, назвав сообщение информационной атакой и предполагая, что данный аккаунт контролировался «Вагнером». Французская сторона опубликовала видео с дрона, на котором люди европеоидной внешности создавали это захоронение.
По данным Human Rights Watch, с 2019 года «вагнеровцы» в Мали причастны к массовым убийствам и грабежам мирного населения. Согласно внутренним документам малийской армии, в 2022 году было проведено множество совместных рейдов с «российскими военными инструкторами» из ЧВК «Вагнер». Один из таких рейдов связан с массовым убийством гражданских лиц в поселении Мура. Труднодоступная болотистая местность много лет находилась под контролем боевиков Аль-Каеды, которые заставляли местных жителей соблюдать законы шариата под страхом смерти. Очевидец рассказал, что 27 марта 2022 года во время совместной атаки малийских солдат и «вагнеровцев», исламисты покинули деревню после нескольких выстрелов. Зачистка деревни длилась четыре дня, в результате чего после допросов было убито более 350 местных жителей. В том же месяце в Нионо были найдены 30 обгоревших трупов горожан после совместной операции малийских военных и «вагнеровцев». Местные жители обвинили наёмников в убийствах, утверждая, что они завязали глаза связанным жертвам, допрашивали и затем расстреляли их.
В 2022 году в центральных регионах Мали были убиты 725 человек в ходе боевых столкновений с участием наёмников, но только 36 из них относились к Аль-Каиде или ИГ. Общее число жертв в стране за 2022 год с приходом «Вагнера» увеличилось более чем вдвое — с 1913 в 2021 году до 4803. В то же время «Вагнер» проводит успешную информационную кампанию в Мали, рекламируя способности и возможности ЧВК. Оппозиционеры и активисты в Мали, пытающиеся противостоять сотрудничеству своей армии с ЧВК, получают угрозы и вынуждены скрываться.
Как сообщает The Guardian, малийские власти ежемесячно оплачивают услуги ЧВК «Вагнер» на сумму не менее 10 млн долларов США, используя наличные средства и предоставляя права на добычу полезных ископаемых. Компании Alpha Development и Marko Mining, связанные с Евгением Пригожиным, ведут в стране активную золотодобычу.
На начало 2023 года малийские власти отказываются принимать критику в отношении выбора российских сил в качестве партнёров. Они утверждают, что «военные консультанты» из России не используют собственное оружие и занимаются только обучением. Также они выражают благодарность России за поставки боевых вертолётов и истребителей «Сухой», осуществленные в 2020 году. Ассими Гоита, фактически возглавляющий Мали, заявляет, что военные успехи последнего года превзошли все достижения предыдущих десятилетий. 31 января 2023 года Совет по правам человека ООН призвал провести независимое расследование в связи с постоянными сообщениями об «ужасных казнях, массовых захоронениях, актах пыток, изнасилованиях и сексуализированном насилии, грабежах, произвольных арестах и похищениях, совершаемых малийскими вооружёнными силами и их союзниками». Между тем, в начале 2023 года министр иностранных дел РФ Сергей Лавров дважды посетил Мали. Во время одного из визитов он намекнул, что Россия может помочь другим странам региона в борьбе с джихадистской угрозой, затрагивающей «Гвинею, Буркина-Фасо, Чад, Сахельский регион в целом и даже прибрежные государства Гвинейского залива».
25 июля 2024 года силы Национального движения за освобождение Азавада (CSP-DPA) устроили засаду на конвой FAMA и бойцов ЧВК «Вагнер» в Тинзаватене. Во время битвы образовалась песчаная буря, заставившая обе стороны временно приостановить боевые действия до 26 июля. Бой завершился 27 июля, в результате чего было потеряно несколько бронированных машин FAMA, вертолёт FAMA и, как утверждается, погибли 10 солдат FAMA, 5 наёмников ЧВК «Вагнер» и 20 солдат CSP-DPA.
В июне 2025 года издание «Важные истории» сообщило, что совместное расследование журналистов Forbidden Stories, France 24 и Le Monde выявило в Мали созданную ЧВК «Вагнер» сеть нелегальных тюрем, где заключённые подвергались пыткам.

### Буркина-Фасо
30 сентября 2022 года ЧВК «Вагнер» содействовала военному перевороту в Буркина-Фасо. В результате переворота к власти пришёл командир спецназа «Кобра» Ибрагим Траоре.
В середине декабря 2022 года президент Ганы Нана Акуфо-Аддо заявил, что руководство Буркина-Фасо предложило ЧВК «Вагнер» выгодный контракт на добычу полезных ископаемых в обмен на её услуги и что на тот момент часть контингента ЧВК уже была переброшена в страну.

### Демократическая Республика Конго
По сведениям «Новой газеты», в 2018 году Москва и Демократическая Республика Конго вели переговоры о поставках вооружения: танков, боевых вертолётов и истребителей. ДРК представлялась Кремлю интересным партнёром в связи с обладанием богатыми запасами полезных ископаемых.
Deutsche Welle со ссылкой на источники сообщало, что в конце декабря 2022 года не менее ста наёмников ЧВК «Вагнер» прибыли в Конго, для них были выкуплены на продолжительный срок номера отеля Мбица рядом с аэропортом Гома. Их приезд связывали с тяжёлыми потерями, которые конголезская армия несла в боях с «Движением 23 марта».

### Прочие страны Африки
По сведениям Bloomberg, в Зимбабве политические консультанты Пригожина помогали президенту Эммерсону Мнангагве выиграть выборы. Местная оппозиционная партия «Движение за демократические перемены» выдвинула против россиян обвинения в фальсификациях при подсчёте голосов.
В Гвинее консультанты помогали лояльному Москве президенту Альфа Конде «обнулить» сроки и переизбраться. Интерес к Гвинее связан с тем, что на «Русал» Олега Дерипаски в 2019 год приходилось 40 % добычи всех гвинейских бокситов.
Политконсультанты Пригожина работали с несколькими кандидатами на президентских выборах на Мадагаскаре в 2018 году.

## Беларусь

### Задержание в Беларуси (2020)
29 июля 2020 года агентство БЕЛТА сообщило о задержании силами группы Альфа КГБ Беларуси «32 боевиков иностранной частной военной компании Вагнера» в санатории «Белорусочка» в четырёх километрах от Минска и одного человека — на юге Беларуси. Опубликован также пофамильный список задержанных граждан России (часть из них также имела гражданство Украины). При них были, помимо ручной клади, «три больших тяжёлых чемодана, загрузку которых в транспортное средство осуществляли несколько мужчин». По данным администрации санатория, приезжие обратили на себя внимание нехарактерным для российских туристов поведением и однообразной одеждой в стиле милитари. Спиртного не употребляли, увеселительных заведений не посещали, держались обособленно, стараясь не привлекать к себе внимания, среди них не было ни одной женщины. Мужчины небольшими группами внимательно изучали территорию и окружение санатория. Они приехали в Минск 25 июля, прожили два дня в гостинице IBB и переселились в санаторий под Минском. Президент Лукашенко в день задержания обвинил Россию в «грязных намерениях» накануне предстоящих в Беларуси 9 августа президентских выборов.
30 июля стало известно, что в Беларуси россиян подозревают в подготовке массовых беспорядков и террористического акта. Официальные лица в Москве и посол РФ в Беларуси Д. Мезенцев отвергли причастность граждан России к каким-либо противоправным действиям, пояснили, что они находились в Минске транзитом и опоздали на самолёт, вылетавший 25 июля в Стамбул, потребовали немедленно освободить россиян и вернуть их на родину. Пресс-секретарь президента РФ Путина Д. Песков расценил действия белорусских властей в Москве как не соответствующие союзническим отношениям. Вскоре после этого к задержанным были допущены российские дипломаты.
31 июля офис Генерального прокурора Украины проинформировал компетентные органы Беларуси, что Украина будет просить о выдаче 28 задержанных, которых подозревают в участии в террористической организации (ст. 258-3 УК Украины) для привлечения к уголовной ответственности за преступления, связанные с незаконным участием в войне в Донбассе.
14 августа 2020 года было сообщено, что в соответствии с ходатайством Генерального прокурора РФ И. Краснова тридцать два гражданина России, которые были ранее задержаны на территории Беларуси, пересекли границу России и находятся на территории России. Тридцать третий гражданин России, который имеет также белорусское гражданство, остался на территории Беларуси.
Принадлежность всей группы россиян к ЧВК «Вагнер» так и не была подтверждена.
Как утверждается в расследовании Bellingcat, задержанием предполагаемых «вагнеровцев» в Беларуси была сорвана спецоперация «Авеню», готовившаяся совместно разведывательными службами Украины, США и Турции; целью этой операции было задержание на украинской территории лиц, якобы причастных к войне в Донбассе и сбитию самолёта рейса МН17.
В провале операции обвиняют высокопоставленных членов команды Владимира Зеленского.

### Передислокация в Беларусь (2023)
После мятежа ЧВК «Вагнер» было решено, что ЧВК начнёт передислокацию в Беларусь. В июле 2023 года газета Die Presse сообщила со ссылкой на спутниковые снимки американских спецслужб от 30 июня, что бойцы ЧВК строят три базовых лагеря в Беларуси, а на бывшей военной базе обустроено уже более 300 палаток.
14 июля пресс-служба Минобороны Беларуси сообщила, что неподалёку от города Осиповичи развернуты «учебные места» для военнообязанных из территориальной обороны, где в качестве инструкторов работают бойцы ЧВК «Вагнер». Мониторинговая группа «Беларускі Гаюн» сообщала, что с 11 июля в стране уже могут находиться 2000—2500 наёмников ЧВК. 20 июля Минобороны Беларуси заявило о совместных военных учениях с ЧВК «Вагнер».
К началу августа в тренировочные лагеря на территории Беларуси перебазировались, по оценке украинской стороны, 6400 наёмников. Близкий к ЧВК телеграм-канал сообщал, что в Беларусь приедет до 10 тысяч наёмников. Базой в Беларуси командовал уроженец Украины Сергей Чубко с позывным «Пионер». Спустя время эти лагеря были покинуты.

## Внутренние награды

«Платиновая Звезда» — высшая награда организации

- Медаль «Платиновая звезда» — высшая награда организации. Медалью награждаются рядовые бойцы и младшие командиры ЧВК «Вагнер», независимо от их прошлого и имеющихся судимостей, которые находясь с оружием в руках, рискуя жизнью, совершили геройский подвиг. Медалью могут также награждаться старшие и высшие командиры ЧВК «Вагнер», но только посмертно и только при условии что погибли с оружием в руках[264].
- Чёрный крест, серебряный и золотой кресты «За отвагу и мужество», белый крест, крест «За кровь и храбрость»[265][266];
- Медаль «За отвагу»[265]
- Другие медали: За взятие Попасной, За взятие Соледара, Участнику битвы за Бахмут («Бахмутская мясорубка»). На её аверсе большими буквами написана именно эта фраза. Она же повторяется на реверсе медали как название всей операции. Также отличившиеся вагнеровцы получают золотые монеты[267].
  - В Пальмире и Луганске были установлены памятники в честь наёмников группы Вагнера, как «российским добровольцам»[268][269].

## Санкции
В июне 2017 года ЧВК «Вагнер» была включена в санкционный список США, чем было, в некотором смысле, легализовано её общепринятое название, поскольку в этом списке данная организация была названа PMC Wagner и включена в рубрику «украинские сепаратисты». В 2021 году против ЧВК также были введены санкции на основании указа президента Джона Байдена.
13 декабря 2021 года Европейский союз ввёл санкции в отношении ЧВК и связанных с ней четырёх юридических и восьми физических лиц за нарушения прав человека.

«Группа Вагнера» — российская частная военная организация, созданная в 2014 году как преемница «Славянского корпуса». Её возглавляет Дмитрий Уткин, а финансирует Евгений Пригожин. Посредством создания местных организаций и при поддержке местных органов власти «Группа Вагнера» финансирует и проводит свои операции. «Группа Вагнера» несёт ответственность за существенные нарушения прав человека в Украине, Сирии, Ливии, Центральноафриканской Республике (ЦАР), Судане и Мозамбике, включая пытки, внесудебные, массовые или самовольные казни и убийства.— «Официальный журнал Европейского союза», Брюссель, 13 декабря 2021 года
В феврале 2022 года Евгений Пригожин подал заявление в суд Евросоюза с требованием удалить текст о включении в санкционные списки ЧВК «Вагнер», отрицая её существование.
24 марта 2022 года, после вторжения России на Украину, Великобритании ввела санкции против ЧВК за «действия, которые дестабилизируют Украину и угрожают территориальной целостности, суверенитету или независимости Украины».
С 2022 года, после вторжения на Украину, ЧВК «Вагнер» находится под санкциями Канады, Австралии, Японии, Украины и Новой Зеландии.
Объявление ЧВК «Вагнер» «транснациональной преступной организацией» Минфином США в январе 2023 года повлекло замораживание всех активов ЧВК в США, а также запрет на ведение любого бизнеса с «Вагнером» для граждан США. Это означает, что США больше не станут продавать ЧВК «Вагнер» американское вооружение и оборудование, а граждане США больше не могут становится сотрудниками организации, оказывать финансовую или материальную поддержку. Под санкции попали компании, связанные с ЧВК по мнению правительства США. Речь идёт о технологической компании «Терра-Тех», Sewa Security Services из ЦАР, которую, как считает Минфин США, контролирует ЧВК, и авиационная компания из ОАЭ Kratol Aviation. Ограничения также коснулись ряда лиц, которые, как утверждает американское ведомство, связаны с ЧВК «Вагнер». Спикер по вопросам национальной безопасности США Джон Кёрби заявил:

Мы заявляем всем, кто рассматривает возможность помощи «Вагнеру»: «Вагнер» — преступная организация, совершающая массовые злодеяния и нарушения прав человека; мы будем неустанно работать над тем, чтобы выявлять, разоблачать и наказывать всех, кто оказывает помощь «Вагнеру».
Оригинальный текст (англ.)... our message to any company that is considering providing support to Wagner is this: Wagner is a criminal organisation that is committing widespread atrocities and human rights abuses, and we will work relentlessly to identify, disrupt, expose, and target those assisting Wagner.
13 апреля 2023 года Евросоюз ввёл санкции в отношении ЧВК «Вагнер», так как ЧВК «активно участвует в российской агрессивной войне против Украины и возглавляла нападения на города Соледар и Бахмут». 20 апреля к санкциям ЕС присоединилась Швейцария.
Евгений Пригожин попал под санкции США ещё в 2016 году. Кроме него, под международные санкции стран Евросоюза и ряда других стран попали как минимум восемь командиров: Андрей Богатов, Андрей Трошев, Дмитрий Уткин и другие.

## Признание преступной либо террористической организацией
Частная военная компания «Вагнер» с момента своего существования неоднократно обвинялась в совершении тяжёлых преступлений, включая военные преступления и нарушения прав человека, что стало основанием для её официального признания преступной или террористической организацией в ряде стран.
В декабре 2022 года Государственный департамент США включил ЧВК «Вагнер» в список организаций, вызывающих особую озабоченность в сфере свободы вероисповедания, наряду с такими группировками, как «Исламское государство», «Боко Харам» и движение «Талибан» — в связи с деятельностью «Вагнера» в Центральноафриканской Республике.
В январе 2023 года Министерство финансов США объявило ЧВК «Вагнер» транснациональной преступной организацией (transnational criminal organization). Это решение было основано на доказательствах её участия в вооружённых конфликтах, а также сообщений о массовых казнях, изнасилованиях, похищениях детей и пытках в ЦАР, Мали и Украине.
30 января 2023 года Палата общин Канады приняла резолюцию с призывом к правительству Канады внести ЧВК «Вагнер» в национальный список террористических организаций.
14 марта 2023 года Сейм Литвы единогласно признал ЧВК «Вагнер» террористической организацией, отметив, что её деятельность угрожает не только Украине, но и безопасности Европы в целом.
В июле 2023 года Парламентская ассамблея ОБСЕ приняла резолюцию, в которой призвала государства-члены признать ЧВК «Вагнер» террористической организацией на национальном уровне.
15 сентября 2023 года Министерство внутренних дел Великобритании официально включило ЧВК «Вагнер» в список запрещённых террористических организаций. Согласно законодательству Великобритании, участие или любая поддержка этой группы стали уголовно наказуемыми деяниями.
Кроме того, в 2023–2024 годах аналогичные инициативы о признании ЧВК «Вагнер» террористической организацией обсуждались в парламентах Эстонии, Латвии, Франции и некоторых других стран ЕС. На уровне Европейского парламента регулярно поднимаются призывы к включению ЧВК «Вагнер» в общий список террористических организаций Европейского Союза.
По мнению правозащитных организаций и ряда международных экспертов, такие шаги позволяют расширить международные санкции, пресечь финансирование группы и упростить преследование её участников и пособников.

## Памятники
В Москве на улице Варварке был создан мемориал в честь ЧВК «Вагнер». В ноябре 2024 года Тверской суд Москвы признал пнувших вазу с цветами у сооружения 26-летнего Андрея Козловского и 28-летнего Даниила Голикова виновными по статьям о вандализме и уничтожении воинских захоронений и мемориальных сооружений, назначив им 2,5 и 3 года. Хотя сооружение не является официальным мемориальным сооружением, в ходе судебного процесса сторона обвинения указывала на «большое культурное значение мемориала ЧВК „Вагнер“», а проведённая экспертиза показала, что место имеет «историко-культурное и социально-общественное значение, общепедагогическую ценность», а также «соответствует традиционным духовно-нравственным ценностям».

## В культуре
- Художественный фильм «Турист» (2021) — в фильме используется техника и вооружение ЧВК «Вагнер».
- Фильм «Лучшие в аду» (2022) изображает штурмовую операцию подразделений ЧВК «Вагнер». Картина была создана при участии Евгения Пригожина[304].
- Вика Цыганова — песня «Вагнер»[305].
- Аким Апачев — песня «Лето и Арбалеты»[306].
- Аким Апачев— песня « Who is Mr. Wagner?»[307].
- Аким Апачев — песня «Jumbo»[308].
- Документальная радиопьеса «Радио Свобода» по пьесе Юлии Вишневецкой «Ждать тяжелее, чем хоронить» (2023)[309].
- Опера «Wagner Weltweit» («Вагнер без границ»). Автор и режиссёр ― Йенс Дитрих[310].

### Комментарии
1. ↑  Принципы работы ЧВК зафиксированы в «Документе Монтрё[англ.]», согласно которому люди, не состоящие на государственной службе, могут вести обучение, а также оказывать услуги по охране объектов и обслуживанию боевых комплексов. Документ был принят осенью 2008 года и подписан 17 странами, среди которых США, Германия, Китай, Великобритания, Франция[39].